# Флаг Кунцева
Флаг внутригородского муниципального образования Ку́нцево в Западном административном округе города Москвы Российской Федерации.
Флаг утверждён 10 февраля 2004 года и внесён в Геральдический реестр города Москвы с присвоением регистрационного номера ?.

## Описание
«Флаг муниципального образования Кунцево представляет собой двустороннее, прямоугольное полотнище с соотношением сторон 2:3.
В зелёном полотнище флага голубой опрокинутый равнобедренный треугольник, основание которого совпадает с верхним краем полотнища, а вершина на 3/40 ширины полотнища смещена от центра полотнища к его верхнему краю.
В голубом треугольнике помещено изображение белого почтового рожка, габаритные размеры которого составляют 5/24 длины и 3/16 ширины полотнища флага. Центр изображения равноудалён от боковых краёв полотнища и находится на расстоянии 3/16 ширины полотнища от его верхнего края.
К голубому треугольнику примыкает жёлтое опрокинутое стропило, вершин которого на 3/40 ширины полотнища смещена от центра полотнища к его нижнему краю.
В боковых частях полотнища помещены изображения серебристой ели и серебряного пня под ней, между ними, примыкающее к нижней части полотнища изображение жёлтого холма с жёлтой, обращённой к древку куницей на нём.
Габаритные размеры изображения холма и куницы составляют 5/12 длины и 5/16 ширины полотнища.
Габаритные размеры изображения серебряных ели и пня составляют 1/6 длины и 1/2 ширины полотнища флага. Центр каждого изображения находится на расстоянии 1/6 длины полотнища от ближайшего бокового края полотнища, и на расстоянии 5/16 ширины полотнища от его нижнего края».

## Обоснование символики
Голубой цвет полотнища символизирует чистоту воздуха, поступающего в Москву из Подмосковья и давшего Кунцеву в конце XIX века славу дачного места.
Белый почтовый рожок напоминает о проходившем по территории местности почтовом тракте (нынешняя улица Ивана Франко).
Жёлтое стропило помещено в память о строительстве железнодорожного пути Смоленской железной дороги.
Зелёный цвет полотнища и серебряные ели напоминают о густых непроходимых лесах Сетуньского стана, в состав которого входила территория нынешнего муниципального образования. Серебряные пни показывают судьбу этих лесов, вырубленных для строительства железной и сухопутной дорог, а также для получения древесного угля.
Жёлтая куница символизирует название муниципального образования.